# Hans Hertel
Hans Hertel (født 22. januar 1939 på Frederiksberg, død 26. februar 2023) var en dansk fagforfatter, forsker, underviser og kritiker. Han var professor i nordisk litteratur på Københavns Universitet. Efter 42 års virksomhed holdt han sin afskedsforelæsning den 21. januar 2009 om Kampen om Det Moderne 1715-2008 – og 50 år med Litteratur og Samfund.
I 1970'erne bidrog han med litteraturklummer til Dagbladet Information under pseudonymet "Mr. Henderson". De blev i 1975 udgivet i bogen Mr. Henderson i forbifarten. 46 samtidshistorier. Han var medarbejder på Politiken og var kritiker ved Information fra 1966. Han var redaktør, drivende kraft og skribent ved en lang række samleværker om Georg Brandes, romanproblemer, forlagsforhold, 1930'erne osv.. Hans Se på litteraturen (1982) er en billedbog om det litterære liv fra Homer til Jean-Paul Sartre.
Han var redaktør på Gyldendals Verdens litteraturhistorie (7 bind, 1994) og på værket Tilbageblik paa 30'erne. Litteratur, teater og kulturdebat 1930-39 (2 bind, 1981).
Hans bog PH – en biografi blev nomineret til Årets historiske bog i 2012, der uddeles af Dansk Historisk Fællesråd.

## Hædersbevisninger
- Modtog Hvass Prisen udstedt af Det Danske Akademi i 1999
- Modtog Publicistprisen i 2005
- Modtog H.O. Lange-prisen i 2013

## Udvalgt bibliografi
- Den politiske Georg Brandes, Hans Reitzels Forlag, 1973
- Litteraturens vaneforbrydere, Forening for Boghåndværk, 1990
- Bo Bojesen og den store verden 1945-1996, Gyldendal, 1996
- Karen Blixen Superstar – Glimt af det litterære liv i mediealderen, Nørhaven og Forening for Boghaandværk, 1996
- Det stadig moderne gennembrud – Georg Brandes og hans tid, set fra det 21. århundrede, Gyldendal, 2004
- PH - en biografi, Gyldendal 2012
- Bogmennesker, Essays, Tiderne Skifter 2016